# Наукова бібліотека Інституту зоології ім. Івана Івановича Шмальгаузена Національної академії наук України
Бібліотека Інституту зоології ім. Івана Івановича Шмальгаузена Національної академії наук України— найбільша галузева бібліотека на території України, фондами та довідково-бібліографічним апаратом якої користуються наукові співробітники та аспіранти Інституту зоології, а також студенти природничих факультетів, спеціалістів - біологи інших наукових установ з усіх регіонів України.

## Історія бібліотеки
Перші книжкові зібрання знаходилися в Зоологічному музеї АН УРСР, заснованому в 1919 р. та складалися з 200 книжок та 400 брошур. Вони і лягли згодом в основу бібліотеки.
У 1926 р. книжковий фонд поповнився бібліотекою «Общества Любителей Природы». Вона складалася щонайменш з 10 000 окремих томів і брошур. В 1930 р. на базі Зоологічного музею та інших біологічних установ було створено Інститут зоології та біології АН УРСР,
1939 р. перейменований у Інститут зоології АН УРСР,
1941 р. на початку Великої Вітчизняної війни був евакуйований в Башкирську АРСР.
Матеріалів про працівників бібліотеки з дня заснування Музею до 1937 р. відшукати не вдалося
На посаді завідувачки бібліотеки Інституту зоології з вересня 1937 р. до жовтня 1959 р. працювала Троїцька Варвара Іванівна.
Залишаючись на окупованій території, сприяла збереженню цінної літератури. Найцінніші видання переховувались у підвалах Київського університету.
Днем заснування бібліотеки Інституту зоології ім. І. І. Шмальгаузена Національної Академії наук України вважається 17 грудня 1943 р. Варварою Іванівною власноруч розпочато інвентарну книгу №1 з першим інвентарним номером, в якій зареєстровано літературу зоологічної тематики з 1750 року видання.
Зберігся акт № 13 від 5 січня 1944 р. : «Акт об ущербе, причиненном немецко-фашистскими захватчиками и их сообщниками Институту Зоологии Академии Наук УССР в Києве». Членом комісії, яка складала цей акт, була Троїцька Варвара Іванівна. Тут проводиться перелік руйнації майна інституту німецько-фашистськими загарбниками за період з 5 серпня 1941 р. по 2 листопада 1943 р. Стосовно бібліотеки наводяться такі цифри втрат : 6650 книжкових одиниць на суму 198000 крб. (грн.).
Після розгрому німецько-фашистських загарбників радянські воїни знаходили наукові цінності Інституту зоології в різних місцях Німеччини і, дбайливо їх оберігаючи, сприяли поверненню. Не всі колекції вдалося відшукати і врятувати.
До фонду бібліотеки увійшли :
-особиста бібліотека ентомолога Є. В. Звірозомб-Зубовського (5243 кн. од. з питань захисту рослин, ентомології, загальної зоології);
-особиста бібліотека зоолога В. О. Караваєва, велику цінність якої представляє література по мурахах;
-зібрання книг зоолога-паразитолога Є. Н. Павловського (2000 кн. од., в основному з питань паразитології);
-особиста колекція книг паразитолога О. П. Маркевича ( всього близько 3500 кн. од.) з питань паразитології та загальної біології;
-орнітолога Л. О. Портенка, О. О. Стрєлкова, О. Б. Чернишова, В. П. Шарпило та література з інших приватних бібліотек.
Ніною Сергіївною була створена мережа по обміну біологічною літературою з профілюючими установами Радянського союзу (250 адресатів), що забезпечувало повноту комплектування фондів малотиражною відомчою літературою. Проводилася постійна робота з тематичними планами видавництв. Ніна Сергіївна систематично відвідувала букіністичні відділи книжкових магазинів, що давало можливість доукомплектовувати фонди унікальними виданнями. За час її роботи штат бібліотеки поповнився висококваліфікованими бібліографами.
На кінці 1959 року Варварою Іванівна відновила бібліотечних фондів після німецької окупації.
З кінця 1959 р. по 1992 р. завідування бібліотекою прийняла Пивоварова Ніна Сергіївна. Ніна Сергіївна продовжила справу формування та фундаментального поповнення бібліотечних фондів. Вона приділяла особливу увагу комплектуванню. Інститутом фінансувалися численні відрядження по придбанню приватних книжкових колекцій відомих вчених-зоологів Ленінграду та Москви.
Не можна не відмітити внеску таких працівників, як Ольга Василівна Табіна, та Віра Євгеніївна Прищепа, які багато зробили для удосконалення довідково-пошукового апарату бібліотеки.
На тлі загальної економічної кризи на початку 1990-х років співробітниками бібліотеки було докладено великих зусиль по збереженню структури фонду, відновленню джерел надходження літератури та підвищенню якості обслуговування читачів.
Нинішній склад працівників бібліотеки — вихованці Ніни Сергіївни Пивоварової.
Провідними напрямками формування фонду бібліотеки, починаючи з моменту її заснування, залишаються : зоологія, загальна біологія, суміжні питання з палеозоології, паразитології, захисту рослин, гістології, географії, фізіології та анатомії.
Пріоритетними на сьогодні є напрямки : екологія, охорона тваринного світу та радіобіологія.
У фонді зберігаються комплекти унікальних видань природничої тематики, які і на сьогоднішній день мають велику наукову та історичну цінність.
Вчасно передплачуються періодичні видання України та Росії, а також 6 випусків Реферативного журналу ВІНІТІ в електронному вигляді. Більшою мірою іноземні періодичні видання надходять через відділ Міжнародного книгообміну Національної бібліотеки України ім. В. І. Вернадського.
Останнім часом з'явилася можливість вивчення ринку книжкової продукції природничої тематики. Важливим джерелом поповнення фондів є дарунки літератури авторами та співробітниками інституту.
У 2002 році започатковано та постійно поповнюється електронний каталог бібліотеки. 

## Фонд бібліотеки і довідково-бібліографічний апарат
В 1919 р. та складалися з 200 книжок та 400 брошур.
На кінці 1959 року бібліотечний фонд нараховував 12292 од. книжок; 8930 періодики; 448 авторефератів та 88 дисертацій.
У 2002 році започатковано та постійно поповнюється електронний каталог бібліотеки.
На початок 2010 рок у бібліотечний фонд нараховує 164 000 прим. (85 тис. прим. — іноземні видання). Книжковий фонд — 62 тис. прим. (21 тис. прим. — іноземні видання); періодичних видань – 96 тис. прим. (63 тис. прим. — іноземні); спец видів — 6, 5 тис. од.
На початок 2015 року бібліотечний фонд нараховує близько 170 тисяч книжкових одиниць.
Важливим джерелом поповнення фондів є дарунки літератури авторами та співробітниками інституту.
Нові надходження відображаються щомісяця на сайті інституту.
Особливостями ДБА бібліотеки є:
- картотека праць співробітників
- картотека: "Фауна України"

## Видання співробітників бібліотеки Інституту зоології
1. Систематичний покажчик до видання Інституту зоології АН УРСР : "Збірник праць Зоологічного музею" за 1926-1963 рр. / Уклад. Н. С. Пивоварова // 36. праць Зоол. музею. - 1969, №33. - С. 11-22.
2. Систематический указатель к изданию : "Труди Інституту зоології АН УРСР" за 1948-1957 г. г. / Сост. А. Ф. Белик // Вестник зоологии. - 1970, №2. - С. 85-90.
3. Систематический указатель к изданию "Праці Інституту зоології АН УРСР" за 1959-1964 г. г. / Сост. О. В. Табина. // Вестник зоологии. - 1970, №5. - С. 90-93.
4. Систематический указатель научных работ Института зоологии АН УССР за 1926-1941 г. г. / Сост. О. В. Табина, А. Ф. Белик // Вестник зоологии. - 1971, №3. - С. 85-9
5. Марченко Т. М. Бібліотека інституту зоології ім. І. Шмальгаузена НАН України // Енциклопедія сучасної України - Том 2. Б - Біо. - Київ, 2003. С. 666
6. Ластікова Л., Марченко Т., Кардонова В., Константинова В. Інститут зоології ім. І. І. Шмальгаузена НАН України: історія та сучасність // Історія української науки на межі тисячоліть: Зб. наук. праць / Відп. редактор О. Я. Пилипчук - К., 2005.- Вип.21. - С. 4-20
7. Ластікова Л., Марченко Т. Бібліотека Інституту зоології ім. І. І. Шмальгаузена НАН України // Наукові праці Національної бібліотеки України ім. В. І. Вернадського. Вип. 15. Бібліотеки Національної Академії наук України : історія та сучасність.- К., 2005.- С.241-246